# 140 PO 5001 à 5152
Les 140 PO 5001 à 5125 sont des locomotives de type Consolidation utilisées sur le réseau du Paris-Orléans puis à la SNCF en trafic marchandises et au crochet de trains de voyageurs sur des lignes difficiles.

## Genèse
Sur le réseau de la Compagnie du Midi, la ligne de Béziers à Neussargues, à cause de son profil exceptionnellement ardu et du trafic important qui y transitait, motiva sans cesse la création de locomotives plus puissantes, dont les Ten-Wheel série 1400 à roues de 1610 mm, apparues en 1896. Premières Ten-Wheel de France, elles donneront naissance aux 230 SACM utilisées par tous les grands réseaux français (sauf l'Est et le PLM) ainsi que par plusieurs compagnies allemandes.
Rapidement, les nouvelles venues se montreront insuffisantes, surtout en trafic marchandises et le Midi créa en s'inspirant de ses Ten-Wheel les 140 Midi 4001 à 4018, premières locomotives de disposition 140 (Consolidation) en France.
Ce modèle aura à son tour une descendance chez les autres compagnies, notamment l'Est et le PO. Ce dernier venait de mettre au point les Atlantic série 3000 et les Ten-Wheel série 4000, des machines basées sur les Atlantic Nord techniquement plus avancées que les 230 SACM. Il s'inspirera donc de leur chaudière pour ses Consolidation basées sur celles du Midi.

## Mise au point
Pratiquement identiques aux 140 Midi 4001 à 4018 du point de vue du châssis, elles s'en distinguent par leur chaudière plus puissante de plus grandes dimensions, timbrée à 16 kg/cm2 avec un foyer plus large. De disposition Consolidation, elles possèdent quatre essieux moteurs et un simple bissel avant.
Comme leurs consœurs, il s'agit de locomotives compound, dotées de quatre cylindres dont les dimensions demeurent inchangées.
Comme toutes les locomotives du PO sorties d'usine à cette époque, elles adoptent une cabine plus grande à deux fenêtres latérales coiffée d'un léger arc bombé et revêtent la livrée gris clair du PO.
Les 27 premières locomotives, livrées de 1904 à 1906, ayant donné pleine satisfaction, le PO en commande 125 autres. 
Les 152 locomotives que comptent la série furent construites et livrées dans l'ordre suivant, :
- 5001 et 5012 par la SACM à Belfort en 1904
- 5013 à 5027 par Schneider au Creusot de 1905 à 1906
- 5028 à 5077 par Fives-Lille de 1907 à 1908
- 5078 à 5102 par Borsig werke à Berlin en 1908
- 5103 à 5152 par Fives-Lille de 1908 à 1909

La doctrine en vigueur à l'époque en France affirmait la supériorité des locomotives compound sur celles à simple expansion, y compris pour la traction des marchandises. Bien que plus complexes à construire, conduire et entretenir, elles étaient plus économes en eau et en charbon.
L'arrivée de la surchauffe donna lieu à la création de locomotives à simple expansion plus puissantes et efficientes mais il faudra attendre 1910 pour que les compagnies françaises commandent en série des locomotives combinant une disposition compound et un surchauffeur.
Le PO commanda en 1911 quinze locomotives très proches des 5001 à 5152 mais avec une chaudière dotée d'un surchauffeur. Numérotées 5153 à 5167, elles sont aussi sorties des usines de Fives-Lille.

## Carrière
Rapidement déployées sur tout le réseau du PO, en priorité les lignes accidentées, elles permettent de relever la charge des trains de marchandises les plus importants et d'en évincer des locomotives de disposition 040, 130 et 030 qui dataient au mieux des années 1880.
Pour les trains les plus lourds et les lignes les plus ardues, la relève advient dès 1909 sous la forme des 150 PO 6001 à 6070, plus modernes, plus puissantes et disposant de cinq essieux moteurs. Après la Première Guerre mondiale, plusieurs séries d'origine américaine ou allemande de locomotives de disposition 141, 140 et 040 dépasseront également les performances des 140 5001 à 5152. L'électrification des lignes du PO dans les années 1920 et 1930 aura tendance à repousser ces locomotives vers des services secondaires.
En 1934, lors de la fusion entre le PO et le Midi, les 152 machines (renumérotées 140 001 à 152) sont encore à l'effectif, tout comme les quinze compound (140 153 à 167) et les dix-huit 140 Midi. En tout, durant la période 1904-1938, 33 dépôts du PO et de l'ex Midi eurent des locomotives des séries 5001 à 5167.
En 1936, les ateliers PO de Tours dotent 17 autres locomotives de la série d'un surchauffeur et en profitent pour leur installer un échappement Kylchap.
À la SNCF, créée en 1938, les machines sans surchauffe prennent le numéro de 4-140 B entre 1 et 152 tandis que celles avec surchauffe sont renumérotées 4-140 C 153 à 157 (et entre 1 et 152 pour les locomotives converties).
Victimes de l'arrivée de locomotives à vapeur plus modernes et de la traction électrique puis diesel, les dernières 4-140 B et C sont radiées en 1955. La 140 C 153, utilisée comme générateur de vapeur au dépôt de Montluçon aura droit à cinq années supplémentaires et éteindra ses feux en 1960.

### Accidents
La 140 no 5078, remorquant le train de marchandises 2320, a été impliquée dans l'accident du tunnel de Pouch le 15 décembre 1908. Le train, immobilisé à cause du patinage sur les rails humides entre les gares d'Estivaux et de Vigeois a été victime d'une rupture d'attelage en tentant de redémarrer. Les 38 wagons de queue se sont détachés et ont dévalé la pente sur plusieurs kilomètres, malgré les tentatives désespérées des deux serre-freins restés à bord avant de télescoper le train de voyageurs omnibus 742, Brive – Limoges qui le suivait sur la même voie. L'accident suivi d'un incendie, survenu dans un tunnel, a provoqué la mort d'au-moins 15 voyageurs et employés du chemin de fer à bord des deux convois.

## Préservation
Aucune de ces locomotives n'est préservée mais la 140 Midi 4008 appartient aux collections de la Cité du train.

## Modélisme
L'artisan Flèche d'Or, disparu en 1990, proposait des kits en résine et laiton de 140 série 5000.
Le châssis et les roues de la 140 C État de Lilliput étant très proches des 140 5001 à 5167, un artisan a réalisé à titre personnel la transformation en utilisant la chaudière d'une 141 TA Jouef.